# Coolvoy Bog SAC
Coolvoy Bog SAC este o arie protejată (arie specială de conservare — SAC, sit de importanță comunitară — SCI) din Irlanda întinsă pe o suprafață de 307,79 ha, integral pe uscat.

## Localizare
Centrul sitului Coolvoy Bog SAC este situat la coordonatele 54°53′44″N 8°11′31″W / 54.895513°N 8.192026°V.

## Înființare
Situl Coolvoy Bog SAC a fost declarat sit de importanță comunitară în noiembrie 1997 pentru a proteja un număr necunoscut de specii din flora spontană și fauna sălbatică aflate în arealul zonei. Situl a fost protejat și ca arie specială de conservare în iulie 2021.

## Biodiversitate
Situată în ecoregiunea atlantică, aria protejată conține 1 habitat natural: Turbării de acoperire (* exclusiv pentru turbării active).
La baza desemnării sitului se află un număr nedeclarat de specii protejate.